# Balanophyllia bairdiana
Balanophyllia bairdiana är en korallart som beskrevs av Milne Edwards och Jules Haime 1848. Balanophyllia bairdiana ingår i släktet Balanophyllia och familjen Dendrophylliidae. Inga underarter finns listade i Catalogue of Life.